# Notocera camelina
Notocera camelina är en insektsart som beskrevs av Albino Morimasa Sakakibara 1977. Notocera camelina ingår i släktet Notocera och familjen hornstritar. Inga underarter finns listade i Catalogue of Life.